# Belgická liga ledního hokeje 2010/2011
Sezóna 2010/2011 byla 89. sezonou  belgické ligy ledního hokeje. Vítězem ligy se stal tým White Caps Turnhout. 89. ročníku belgického šampiónátu se zúčastnili jen kluby White Caps Turnhout a HYC Herentals.

## Tabulka
| Poř | Tým                 | Z | V | VP | PP | P | Skóre   | B  |
| --- | ------------------- | - | - | -- | -- | - | ------- | -- |
| 1.  | White Caps Turnhout | 6 | 3 | 1  | 0  | 2 | 26 - 20 | 11 |
| 2.  | HYC Herentals       | 6 | 2 | 0  | 1  | 3 | 20 - 26 | 7  |